# Adolf Fick
Adolf Fick (n. 3 septembrie 1829 – d. 21 august 1901) a fost un fiziolog german, care a formulat legile difuziei. A mai contribuit și la studiul contracției musculare.
1. 1 2  Adolf Fick, Base biographique
2. 1 2 3  Nordisk familjebok
3. ↑  „Adolf Fick”, Gemeinsame Normdatei, accesat în 9 aprilie 2014
4. ↑  „Adolf Fick”, Gemeinsame Normdatei, accesat în 10 decembrie 2014
5. ↑  Adolf Fick, Opća i nacionalna enciklopedija
6. ↑  Adolf Fick, Hrvatska enciklopedija[*]
7. ↑  „Adolf Fick”, Gemeinsame Normdatei, accesat în 30 decembrie 2014